# تشيسلي جي. بيترسون
تشيسلي جي. بيترسون (بالإنجليزية: Chesley G. Peterson)‏ هو ضابط أمريكي، ولد في 10 أغسطس 1920 في سالمون في الولايات المتحدة، وتوفي في 28 يناير 1990 في ريفرسايد في الولايات المتحدة.